# Ижболда (деревня)
Ижболда — деревня в Шалинском районе Свердловской области России. Входит в Шалинский муниципальный округ.
Ранее деревня входила в состав Рощинского сельсовета Шалинского района.

## География
Деревня Ижболда расположена в 30 километрах к северо-западу от посёлка Шаля (в 38 километрах по дорогам), в лесной местности, на левом берегу реки Ижболжы — правого притока реки Сылвы. В двух километрах от деревни расположено устье одноимённой реки. 

## Население
| 2002 | 2010 |
| ---- | ---- |
| 0    | →0   |